# David Morgenstern

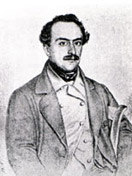
David Morgenstern

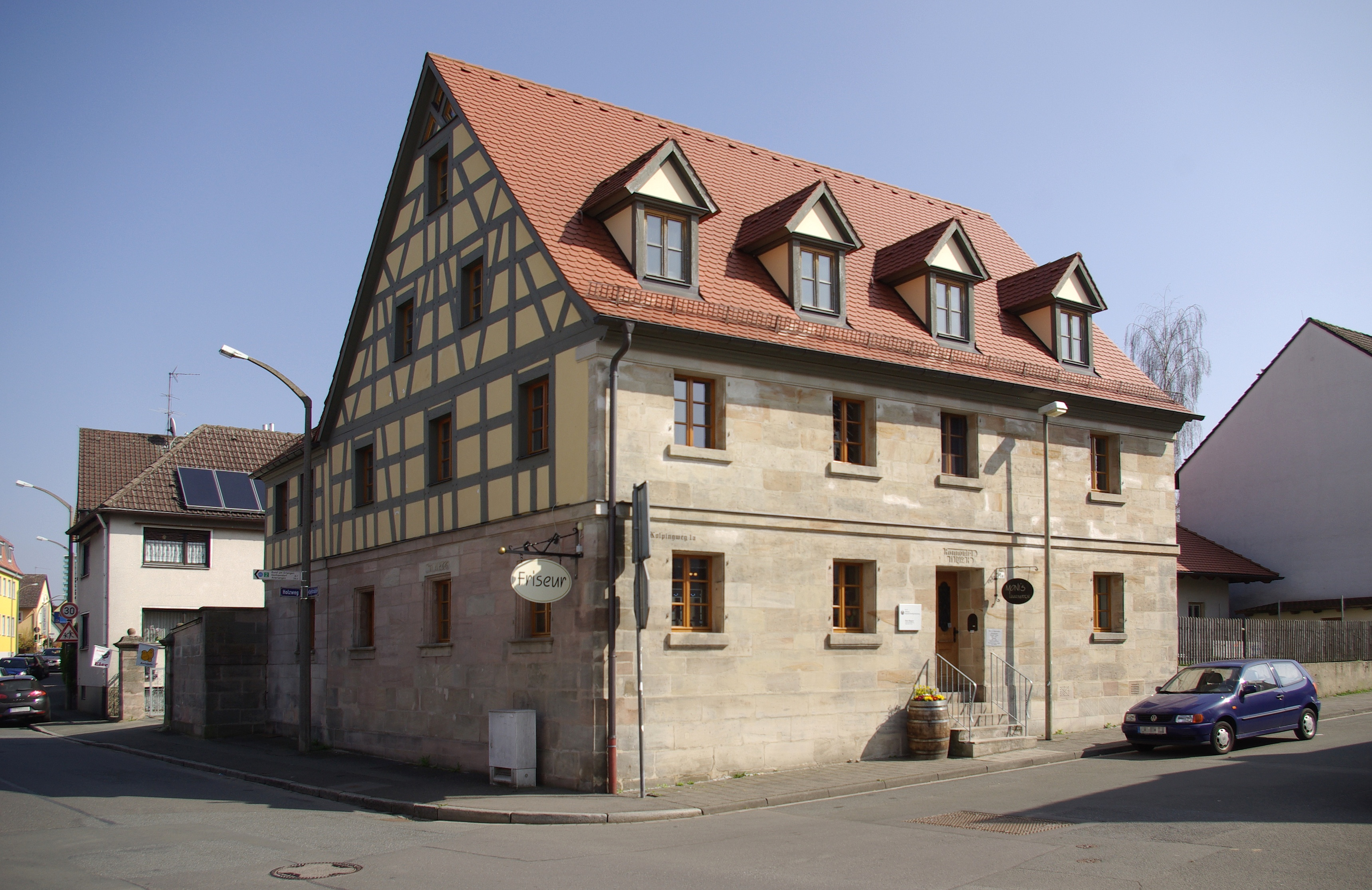
Morgensterns Elternhaus in Büchenbach, 2011

David Morgenstern (geb. 7. März 1814 in Büchenbach bei Erlangen; gest. 2. November 1882 in Fürth) war ein bayerischer Landtagsabgeordneter und Zinnfolienfabrikant.
Er besuchte das Gymnasium in Erlangen, studierte an der Julius-Maximilians-Universität Würzburg Rechtswissenschaften und war Rechtspraktikant bei seinem politischen „Ziehvater“ Nikolaus Titus. Während seines Studiums wurde er 1834 Mitglied der Alten Erlanger Burschenschaft Germania.
David Morgenstern wurde bei den Wahlen im Dezember 1848 als erster jüdischer Landtagsabgeordneter in Bayern für den Wahlkreis Erlangen-Fürth in die Zweite Kammer des Bayerischen Landtags gewählt. Als er am 5. Februar 1849 den Eid als Parlamentarier seines Wahlkreises schwor, änderte man die Eidesformel dahingehend, dass ein nicht-christlicher Kandidat den Zusatzschwur auf "sein heiliges Evangelium" weglassen durfte. 
Für 9000 Gulden erwarb er am 30. April 1858 den halben Anteil an einer Zinnfolienfabrik, die sein Bruder Josef Peifer Morgenstern 1854 in Forchheim gegründet hatte. Nach drei Jahren wurde er Alleininhaber, die Fabrik blieb in Familienbesitz, bis sie 1938 „arisiert“ wurde. Heute ist der Standort der Unternehmenssitz von Loparex Germany.